# Efebia
Efebia (stgr. ἐφηβεία [ephēbeía] – 'młodość') – system wychowania obowiązujący w miastach starożytnej Grecji, który poprzedzał przyjęcie do wspólnoty pełnoprawnych obywateli. Głównym elementem efebii było szkolenie wojskowe. System ten istniał w wielu poleis, ale znany jest najlepiej na przykładzie Aten w IV wieku p.n.e.
Pierwsze wzmianki o ateńskiej efebii pochodzą z roku 335 p.n.e. (w okresie po bitwie pod Cheroneją). Młodzi Ateńczycy w wieku 18 lat poddawani byli najpierw testowi sprawnościowemu, po którym składali przysięgę w świątyni Aglauros. Następnie zakładali chlamidy i byli przydzielani do oddziałów stacjonujących w Pireusie (fortece Akte i Munichia). Tam uczyli się posługiwania bronią, strzelania z łuku i rzutu oszczepem. Otrzymywali też żołd po 4 obole dziennie, przeznaczany na wspólne wyżywienie oddziału. Pod koniec pierwszego roku efebowie otrzymywali włócznie i tarcze hoplitów i wysyłani byli do granicznych fortec ateńskich. Po odbyciu kolejnej rocznej służby zostawali pełnoprawnymi obywatelami Aten.
W okresie hellenistycznym instytucja efebii rozpowszechniła się w całym greckim świecie. Trwała zazwyczaj jeden rok, przestała być obowiązkowa, stała się elitarna, przestano wypłacać zasiłek, mniejszy nacisk położono na służbę wojskową, większy zaś na ogólne wykształcenie. Z zachowanych inskrypcji wiadomo że w latach 334-325 ateńskie roczniki składały się z 370-700 młodych ludzi, w r. 267/266 było ich tylko 33, w 247/246 – 29. 